# Rebekka Wolf
Rebekka Wolf, także Rebeka Wolff, de domo Heinemann (ur. 1801?, zm. 5 grudnia 1880 w Eisleben) – niemiecko-żydowska autorka popularnej książki kucharskiej Kochbuch für Israelitische Frauen, enthaltend die verschiedensten Koch- und Backarten mit einer vollständigen Speisekarte und einer Hausapotheke so wie einer genauen Anweisung zur Einrichtung und Führung einer religiös-jüdischen Haushaltung wydanej w 1851 roku w Berlinie. Oprócz przepisów kuchni żydowskiej, publikacja zawiera także instrukcje w jaki sposób dotrzymać zasad tradycji żydowskich, np. jak stworzyć koszerną kuchnię, czy jakie słowa wypowiadać przy zapalaniu świec szabatowych. Książka doczekała się 14 poszerzonych edycji (ostatnia w 1933 roku), została także tłumaczona na inne języki. Pierwsze polskie wydanie ukazało się w 1877 roku pod tytułem Polska kuchnia koszerna, zawierająca najrozmaitsze potrawy i pieczywa, konfitury i soki, oraz szczegółowy przewodnik do urządzenia koszernego gospodarstwa, a najnowsze opracowanie przepisów Wolf opublikowano w Polsce w 2010 roku.
Pomimo znacznej popularności książki kucharskiej, niewiele wiadomo o życiu Wolf.